# Mitrovița
Mitrovița (în albaneză Mitrovica sau Mitrovicë; în sârbă Косовска Митровица, cu alfabetul latin: Kosovska Mitrovica) este un oraș și municipiu în nordul provinciei Kosovo. Este de asemenea și reședința districtului Mitrovița.
După sfârșitul războiului din Kosovo din 1999, orașul a fost divizat între etniile majoritare albaneze în sud și majoritare sârbe în nord (majoritatea populației orașului este albaneză). Nordul municipiului, este „capitala” enclavelor sârbe din nordul provinciei Kosovo.

## Numele
Orașul este cunoscut sub de numele Kosovska Mitrovica (Косовска Митровица) în limba sârbă, ascultăⓘ, și Mitrovica, sau Mitrovicë în limba albaneză. După decesul lui Iosip Broz Tito, fiecare oraș din Iugoslavia a primit un așa zis sufix 'lui Tito', astfel orașul Kosovska Mitrovica avea numele Mitrovica lui Tito (Титова Митровица) în limba sârbă, și Mitrovica e Titos în albaneză.

## Istorie

### Istorie recentă
Orașul este unul din cele mai vechi localități din Kosovo, fiind menționat pentru prima dată în documentele scrise din Evul Mediu. Numele Mitrovica provine de la Sfântul Dimitrie din Salonic în secolul al XIV-lea. În apropierea orașului se află cetatea Zvečan, care a jucat un rol important în Regatul Serbiei, sub domnia lui Nemanjić.
În timpul ocupației otomane, Mitrovica, a fost un oraș simplu și mic. În secolul al XIX-lea, s-a descoperi plumbul, care a dus la dezvoltarea rapidă a localității.

### Mitrovica în perioada și după războiul din Kosovo
Atât orașul cât și municipiul au fost grav afectate în perioada războiului din Kosovo din 1999. Potrivit liderilor OSCE, zona era cunoscută pentru activitățile gherilă ale Armatei de Eliberare din Kosovo (UCK). Aceasta a trecut într-un sector sub comanda forțelor franceze din partea NATO; 7,000 de trupe franceze au staționat în vestul sectorului iar cartierul general se afla în Mitrovica. Trupele au primit întăriri (1,200 trupe) din partea Emiratelor Arabe Unite, și un număr mai mic din partea Danemarca.
După sfârșitul războiului, Mitrovica a devenit un oraș simbol pentru divizarea etniilor din Kosovo. Jumătatea sudică a orașului care a fost serios afectată, a fost repopulată de 50,000 de albanezi. Refugiații din satele distruse au adus la creșterea rapidă a populației. O mare parte din cei 6,000 de romi au fugit în Serbia. În nordul orașului aproximativ 8-10,000 de sârbi trăiesc împreună cu 2,000 de albanezi kosovari și 1,700 de slavi musulmani în enclave discrete. În 2003 estimările populației de la oraș a fost de 75,600, iar la municipiu o populație 105,000.
Mitrovica a devenit locul cel mai cunoscut pentru ciocnirile ale etnicilor, fiind agravate de naționaliștii extremiști din ambele părți ale orașului. Podul care face legătura dintre cele două comunintăți a fost protejat de mai multe grupuri înarmate pentru a preveni atacuri către abele părți. Din cauza situației încordate, un număr mare de trupe KFOR și ale poliției UNMIK au staționat în oraș pentru a opri alte violențe.
Pe data de 14 martie 2004, un copil albanez a fost înecat în râul Ibar, iar un adolescent sârb a fost omorât, provocând cel mai mare incident de violență ale etnicilor din oraș. Mii de albenezi și de sârbi furioși au fost mobilizați pentru a nu trece podul, însă opt albanezi au murit, iar alți 300 au fost rănițti. Vărsarea de sânge a dus la cele mai mari tensiuni etnice din Kosovo după sfârșitul războiului din Kosovo din 1999.
Pe data de 18 aprilie 2004 Ahmad Mustafa Ibrahim, un polițist iordanian care lucra pentru ONU, se afla la o închisoare locală provocând un incident internațional  prin deschiderea focului de armă către polițiștii ONU, iar trei polițiști au murit.

### Independența Kosovo
Tensiunile au crescut considerabil în oraș după ce Kosovo și-a declarat independența unilateral pe data de 17 februarie 2008. Aproximativ 150 de polițiști sârbi au refuzat să execute ordinele comandanților albanezi, fiind suspendați.
Protestatarii sârbi au blocat trecerea podului angajaților albanezi ai tribunalului. Polițiștii ONU au invadat tribunalul pe data de 14 martie folosind gaze lacrimogene împotriva sârbilor, lăsând câțiva dintre aceștia răniți.
Explozia unei grenade a rănit câțiva ofițeri ale ONU și ale NATO pe 17 martie 2008. Forțle ONU din nordul orașului s-au retras după incident.
Drept răspuns minoritatea sârbă din oraș a format Comunitatea de Asamblare Kosovo și Metohia.

## Demografie
Înainte de războiul din Kosovo din 1999, municipiul avea o populație de 116,500 locuitori, 81% albanezi kosovari, 10% sârbi, iar restul de alte etnii (printre care romi) conform estimărilor OSCE. Cei mai mulți non-albanezi, locuiau în orașul Mitrovica, având o populație de 68,000 locuitori - 71% albanezi kosovari, cu aproximativ 9,000 de sârbi și 11,141 alte naționalități. Albanezii kosovari, locuiesc în tot orașul, în timp ce sârbii locuiesc în partea de nord a orașului, fiind divizați din partea de sud unde locuiesc albanezii.
| Structura etnică |          |        |        |       |          |      |              |      |       |      |        |
| Populație/An | Albanezi | %      | Sârbi  | %     | Bosniaci | %    | Romi/Ashkali | %    | Turci | %    | Total  |
| 1961 | 34.481   | 57,55% | 21.533 | 35,94 |          |      |              |      |       |      | 59.913 |
| 1991 | 82.837   | 78     | 10.698 | 10,2  | 5.205    | 4,96 | 4.851        | 4,63 | 431   | 0,41 |        |
| 1998 | 95.231   | 81,74  | 10.447 | 8,96  |          |      |              |      |       |      |        |
| Prezent | N/A      |        | N/A    |       | 2.000    | 1,76 | 545          | 0,48 | 600   | 0,53 |        |
| Sursa: Recensământul din 1991: Institutul de statistici RFI și statisticile UNHCR din 1998/Estimările OSCE. Ref: OSCE Arhivat în 1 septembrie 2014, la Wayback Machine. |          |        |        |       |          |      |              |      |       |      |        |

## Cultură și educație
Facultățile sârbe ale Universității Priștina au fost mutate de la Priștina la Mitrovița după sfârșitul războiului din Kosovo.

## Sport
În Mitrovița se află trei cluburi de fotbal: FC Partizan, KF Trepça și KF Trepça'89.

## Orașe înfrățite
- Mitrovica, Kosovo
- Mitrovica,Kosovo